# Капчагайская ГЭС
Капчагайская ГЭС имени Ш. Чокина также Капшагайская ГЭС (каз. Қапшағай су электр станциясы) — гидроэлектростанция на реке Или, в Алматинской области, Казахстан. Единственная гидроэлектростанция на Или. Эксплуатируется АО «Алматинские электрические станции».

## Общие сведения
Капчагайская ГЭС является средненапорной плотинной гидроэлектростанцией с береговой компоновкой здания ГЭС. Установленная мощность электростанции — 364 МВт, проектная среднегодовая выработка электроэнергии — 972 млн кВт·ч. Сооружения гидроузла включают в себя:
- русловую плотину длиной 470 м, высотой 50 м и шириной по основанию 450 м, намытую из эоловых песков;
- логовую плотину длиной 370 м, высотой 56 м и шириной по основанию 270 м, отсыпаную из щебнистых и песчано-супесчаных грунтов, с экраном из песчано-супесчаных грунтов;
- водоприёмник длиной 102 м и высотой 33 м, оборудованный сороудерживающими решётками, а также плоскими ремонтными и аварийно-ремонтными затворами;
- 4 турбинных водовода диаметром 8 м, на протяжении 92,08 м реализованных в виде тоннелей, а на протяжении 10,2 м — в виде открытых водоводов;
- строительно-эксплуатационный водосброс пропускной способностью 440 м³/с, расположенный левее здания ГЭС, состоящий из подводящего канала длиной 930 м, водоприёмника и двух тоннелей сечением 10×12 м и длиной по 150,3 м;
- здание ГЭС, расположенное между русловой и логовой плотинами;
- отводящий канал.

В здании ГЭС установлены четыре вертикальных гидроагрегата мощностью по 91 МВт с поворотно-лопастными двухперовыми турбинами ПЛ2 50-В-650, работающими при расчётном напоре 40,9 м, и гидрогенераторами СВ 1225/130-56. Производитель турбин — сызранский завод «Тяжмаш», генераторов — новосибирское предприятие «Элсиб». С генераторов электроэнергия передаётся на четыре силовых трансформатора ТЦ-125000/220, а с них через открытое распределительное устройство напряжением 220 кВ — в энергосистему по четырём линиям электропередачи.
Плотина ГЭС образует крупное Капчагайское водохранилище со следующими проектными характеристиками: площадь 1847 км², полный объём 28,14 км³, полезный объём 6,64 км³, что позволяет производить многолетнее регулирование стока, отметка нормального подпорного уровня 485 м, уровня мёртвого объёма — 481 м. Однако, водохранилище не было заполнено до проектных отметок, и с 1992 года имеет следующие характеристики: отметка нормального подпорного уровня 479 м, уровень мёртвого объёма — 470 м, полный объём — 18,6 км³, полезный объём — 10,3 км³.

## История строительства и эксплуатации
Строительство Капчагайской ГЭС было обосновано в книге ученого-энергетика Ш. Ч. Чокина «Технико-экономические показатели Капшагайской ГЭС на Или», выпущенной в 1942 году.
Капчагайская ГЭС была спроектирована Казахским филиалом института «Гидропроекта» им. С. Я. Жука в 1959 году, с доработкой проекта с 1961 по 1964 годы. При проектировании станции было применено оригинальное решение, максимально использующее благоприятные условия местности — применение в качестве естественной плотины скального останца длиной 460 м, в пределах которого были размещены водоприёмник, турбинные водоводы, здание ГЭС и строительно-эксплуатационный водосброс, что позволило снизить затраты на сооружение станции. Помимо этого, в конструкции станции использовались и другие необычные технические решения, такие как применение двухперовых поворотно-лопастных турбин, способных работать в широком диапазоне напоров, а также, впервые в мировой практике, намыв из мелкозернистых песков русловой плотины высотой 50 м в зоне 7-балльной сейсмичности.
Подготовительные работы по строительству Капчагайской ГЭС были начаты в 1963 году трестом «ИртышГЭСстрой». В 1965 году в соответствии с распоряжением Совета Министров Казахской ССР была создана дирекция строящейся Капчагайской ГЭС. Строительство основных сооружений гидроузла было начато в 1966 году, река Или была перекрыта 29 сентября 1969 года, первый гидроагрегат станции был пущен 22 декабря 1970 года, последний — 22 декабря 1971 года. В 1980 году строительство ГЭС было окончательно завершено. В ходе строительства станции была произведена выемка 4,649 млн м³ грунтов и скальных пород, насыпь 2,796 млн м³ и намыв 2,44 млн м³ мягких грунтов, уложено 229 тыс. м³ бетона и железобетона.
Проектная мощность Капчагайской ГЭС составляла 434 МВт (4×108,5 МВт), среднегодовая выработка электроэнергии — 1163 млн кВт·ч. Заполнение Капчагайского водохранилища было начато в 1970 году, но в связи с падением уровня озера Балхаш и ухудшением экологической ситуации в дельте реки Или сильно затянулось и так и не было завершено. В 1985 году было принято решение о снижении отметки НПУ до 485 м, в 1992 году — об установлении НПУ на отметке 479 м, до которой водохранилище было впервые наполнено в 1999 году. В 1994 году установленная мощность ГЭС была уменьшена в 434 МВт до 364 МВт в результате перемаркировки гидроагрегатов.
1 октября 1970 года Капчагайская ГЭС вошла в состав предприятия «Алматыэнерго». В 1996 году Капчагайская ГЭС вошла в состав АОЗТ «Алматы Пауэр Консолидэйтед», дочернего предприятия бельгийской компании «Трактебель». С 15 февраля 2007 года станция входит в состав АО «Алматинские электрические станции». В 2016 году была завершена расчистка русла реки Или в нижнем бьефе, что позволило обеспечить выход станции на установленную мощность. В 2016—2019 годах проведена реконструкция ОРУ-220 кВ с заменой выключателей на элегазовые.
Существует проект строительства ниже Капчагайской ГЭС контррегулирующей Кербулакской ГЭС мощностью 49,5 МВт и среднегодовой выработкой электроэнергии 277 млн кВт·ч, что позволит устранить негативные экологические последствия от колебаний уровня воды ниже по течению в результате использования Капчагайской ГЭС как источника покрытия суточной и недельной неравномерности нагрузки энергосистемы и обеспечит высвобождение располагаемой мощности Капчагайской ГЭС в объёме 112 МВт.